# Oberea nigrolineata
Oberea nigrolineata là một loài bọ cánh cứng trong họ Cerambycidae.